# Muž s kinoaparátem
Muž s kinoaparátem (rusky Человек с киноаппаратом , anglicky Man with a Movie Camera) nazývaný též Muž s filmovou kamerou je němý experimentální dokumentární film sovětského režiséra Dzigy Vertova z roku 1929. Představuje mezník dokumentární filmové tvorby. Dziga Vertov se jeho pomocí pokusil vytvořit nový filmový jazyk. Nový způsob filmování, kdy snímal realitu bez použití scénáře a z obrazů civilního života se snažil vytvářet drama všedního dne. Muž s kinoaparátem patří k žánru symfonie velkoměsta.
Dobová reklama o filmu hlásala: Autentický film, který shrnuje zkušenost z filmování viditelných jevů bez pomoci titulků, bez pomoci scénáře, bez pomoci divadla. Tento experiment usiluje o vytvoření skutečně mezinárodního filmového jazyka na základě jeho naprostého oddělení od jazyka divadla a literatury.

## Tvůrci
- Režie: Dziga Vertov
- Scénář: Dziga Vertov
- Kamera: Michail Kaufman
- Střih: Elizaveta Svilova

## Obsah filmu
Muž s kinoaparátem sleduje proměny města v průběhu jednoho dne. Začíná i končí scénou v kině, kde diváci sledují film Muž s kinoaparátem. Nejprve sledujeme probouzející se město (spící lidé, domy a stroje, vyprázdněné parky, promenády, náměstí a jiná veřejná prostranství, zavřené obchody a továrny, nehybné věci) v krátkých statických záběrech. Po východu slunce začíná město ožívat (v ulicích se objevují první auta a lidé, vyjíždí tramvaje a do ulic vyráží také náš kameraman). Obraz začíná prostřednictvím hemžení lidí a dopravních prostředků, kterými se plní ulice, získávat dynamiku. Ožívají také dříve nehybné věci a stroje. Přímo před našima očima je zpracováván filmový materiál, statické obrazy jsou spuštěním filmového pásu rozpohybovány.
Dynamičnost a dramatičnost postupně narůstá nejen díky stylu (rychlé, místy až jednookénkové záběry, pohyblivá kamera, víceexpozice), ale také obsaženými motivy (narození, smrt, nehody, výjezd hasičů apod.). Velkou pozornost věnuje film lidem při práci, ale zejména samotným strojům. Obsahuje řadu záběrů na pohyb strojů, je zde jasně patrná fascinace jejich dokonalým pohybem. Snímek tak dostává podobu oslavy práce strojů, která představuje vrchol celého filmu. Po práci se stroje zastavují a lidé odpočívají. Snímek přináší poselství, že také odpočinek má být aktivní a dynamický. Člověk se má po práci věnovat sportu, který zušlechťuje tělo a to pak svými zdokonalenými pohyby (na což je upozorňováno pomocí zpomaleného pohybu) připomíná pohyb stroje.
Muž s kinoaparátem dovádí svůj styl do závěrečného rychlého sestřihu různých výjevů propojených a víceexpozicí a dalšími triky. Kamera se trikově sama instaluje na stativ, dochází zde k povýšení samotného přístroje na něco víc než pouhý nástroj k záznamu, neustále se zde pracuje s motivem kamery jako oka, které vnímá svět specifickým způsobem. Jako celek působí film jako součást žánru symfonie velkoměsta, ale především jako oslava moderního života a práce strojů.

## Styl
Muž s kinoaparátem ukazuje práci kameramana a možnosti použití filmové kamery (pracuje se všemi možnými velikostmi záběrů od velkých celků až po detaily, používá různé úhly pohledu a kompozice, statickou i pohyblivou kameru atd.). Využívá proto všechny v té době existující použitelné trikové efekty (zpomalený pohyb, zpětná projekce, nahýbání obrazu, víceexpozice, různé dělení obraz na několik částí atd.), pracuje s výraznými kontrasty (staví proti sobě pomalé a rychlé sekce, dynamické a nehybné záběry a kontrastní motivy jako život versus smrt apod.) a se záběry z jedoucího vlaku či auta.
Využívá montážní postupy a pomocí spojení různých záběrů vytváří nové významy. Zdůrazňuje setkání filmaře se subjektem a současně přítomnost tvůrce zde nabývá hlubšího významu. Od počátku ve filmu vystupuje přiznaná kamera. Není zde perspektiva žádné osoby, ale kinematografického přístroje, který vybírá a zaznamenává dění kolem sebe. Tento přístroj navíc zachycuje postavu kameramana a jeho filmového přístroje, jehož počínání sleduje. Následuje jeho putování městskou krajinou a občas nás nechává nahlížet na okolní svět i z perspektivy jeho objektivu (což je zdůrazněno prostřihy na objektiv). Muž s kinoaparátem je němý film bez mezititulků a bez původní hudby. Jako diváci jsme proto plně soustředěni na obraz a pohlceni děním na plátně.
V českých kinech byl film uveden celkem třikrát: 1931,1964 a 2023.

## Soundtracky
Ke snímku vzniklo několik moderních soundtracků. Některé byly provedeny pouze naživo, jiné se dočkaly komerčního vydání. V zahraničí patří k nejznámějším hudební doprovody In The Nursery (1999), The Cinematic Orchestra (2001, vydáno v roce 2003), Michael Nyman (2002) či Biosphere (2006). V České republice se o živý doprovod postaraly například skupiny Zapomenutý orchestr země snivců (1996) nebo Magnetik.